# Jim Milisavljevic
Jim Milisavljevic (1951. április 15. – 2022. február 24.) válogatott ausztrál válogatott labdarúgó, kapus.

## Pályafutása

### Klubcsapatokban
1968 és 1974 között a Melbourne Croatia csapatában játszott. 1974 és 1975 között a jugoszláv bevándorlók által alapított Footscray JUST együttesének a kapuját védte. 

### A válogatottban
1974-ben négy alkalommal szerepelt az ausztrál válogatottban.  Részt vett az 1974-es világbajnokságon.